# Разновидности немецкого языка
Разнови́дность языка́ (нем. Varietät) — функционирующий в определённое время, в определённом месте и в определённой группе людей вариант языка, имеющий некоторые отличия от других вариантов. Иначе говоря, любой язык (в силу своей неоднородности, плюрицентричности) можно разделить на составляющие его крупные варианты, характеризующиеся особенностями фонетики, грамматического строя, лексики и словоупотребления.
В немецком языкознании под выражением «разновидность языка» в узком смысле принято понимать национальные языковые варианты (Staatsvarietät) с учётом их принадлежности к определённым диалектам. В широком смысле к разновидностям немецкого языка можно причислить все варианты, включая собственно стандартный немецкий язык, обиходно-разговорные формы, национальные варианты, диалекты и группы диалектов, социо- и региолекты, контактные языки и т. д.

## Литературный язык
Во всех немецкоговорящих странах признан стандартный (литературный) немецкий язык (Standarddeutsch, deutsche Literatursprache), который в зависимости от страны имеет собственные особенности. Именно этот вариант подразумевают, когда говорят о немецком языке. Понятия «стандартный язык» (Standardsprache) и «литературный язык» (Literatursprache) неравнозначны, однако рассматриваются как синонимы, если речь идёт об обозначении единого языка всех носителей немецкого языка.
Стандартный язык — это кодифицированный язык, для которого характерны чёткие правила. В данном ключе понятия «стандартный немецкий», называемый также высоконемецким, и «стандартный вариант» совпадают, так как и то, и другое обозначает нормированный немецкий язык по отношению к его ненормированным диалектам или обиходно-разговорным формам. Литературный язык — это язык литературы, поэтому данное понятие следует относить исключительно к письменному языку немецкой литературы. Совсем иное значение придаётся понятию общенемецкий язык (Gemeindeutsch), который обозначает язык для всех без исключения немецкоговорящих стран безотносительно к особенностям его употребления в каждой из них. Разнообразие терминологии, обозначающей формы немецкого языка, зачастую вызывает путаницу, так как каждый лингвист понимает их по-своему или вкладывает в каждое понятие свой узкий смысл.

## Национальные варианты

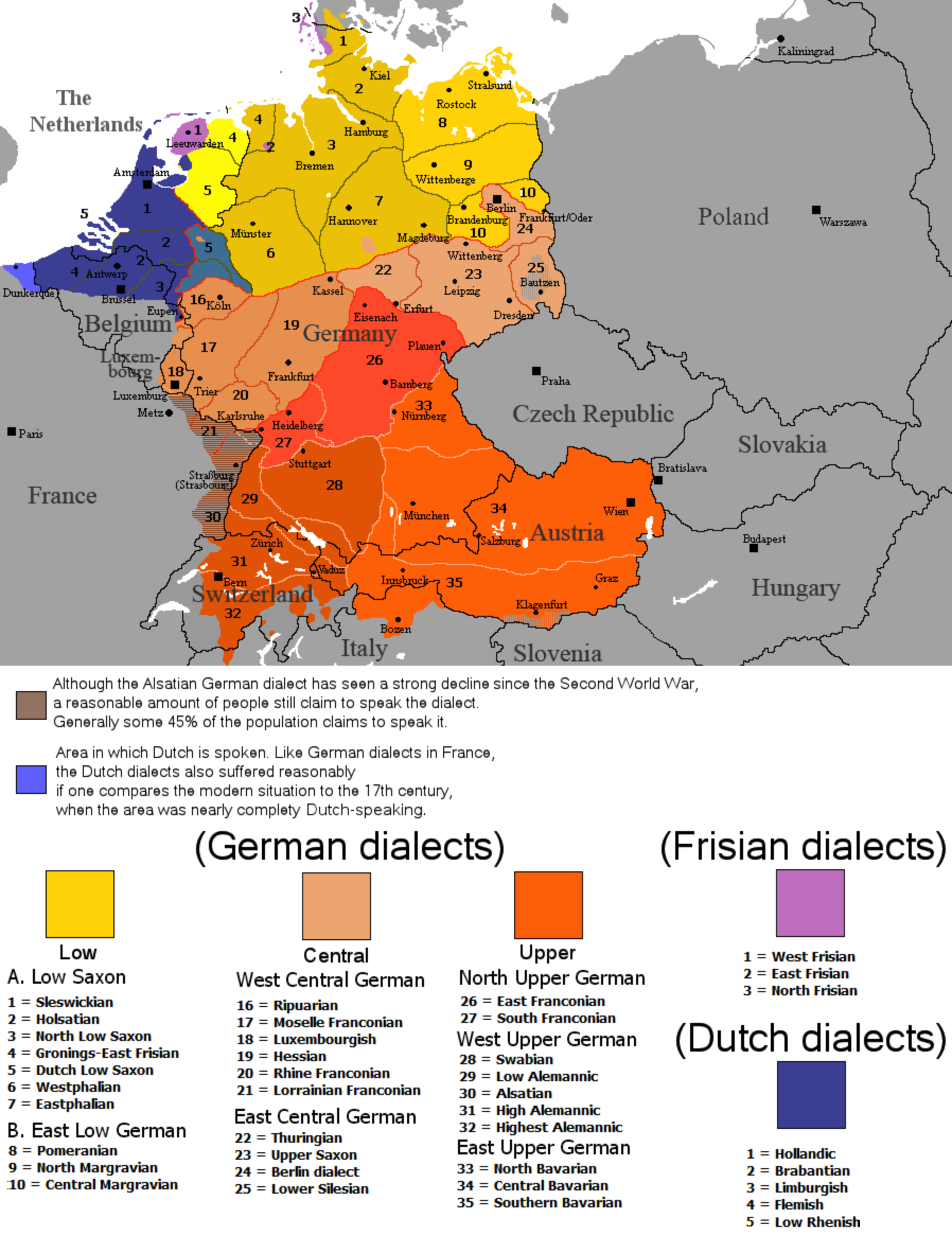
Карта национальных вариантов немецкого языка

Немецкий язык в каждой стране имеет собственные особенности употребления. Так, в южнонемецком языковом пространстве швейцарцы немецкоязычных кантонов используют собственный швейцарский вариант (Schweizer Hochdeutsch), сформировавшийся под влиянием алеманнских диалектов. Для него характерно использование гельвецизмов. В Австрии со временем сформировался австрийский вариант немецкого языка (Österreichisches Deutsch), имеющий также собственные фонетические и лексические особенности, в частности — наличие австрицизмов. К обоим вариантам обычно и применяется понятие «национальный вариант».
Наибольшее число разновидностей сосредоточено в Федеративной республике Германии, на территории которой расположены все три диалектные группы (южнонемецкая, средненемецкая, нижненемецкая), а также нижнефранкские диалекты на северо-западе, на границе с Нидерландами. Единого языка для всех немцев с одними тевтонизмами не существует, однако для обозначения немецкого языка в Германии часто употребляют понятие бундесдойч (Bundesdeutsch).
Также собственные варианты немецкого языка распространены в Лихтенштейне, Люксембурге, Восточной Бельгии, Южном Тироле (южнотирольский вариант). Однако из-за отсутствия норм или по другим причинам их не относят к самостоятельным вариантам. По Аммону, каждый из вариантов этих стран формировался в собственной среде, впитал в себя специфику жизни каждого народа, подвергался влиянию различных языковых и социальных факторов, что привело к относительной обособленности вариантов друг от друга, а также к сложностям во взаимопонимании носителями диалектов и вариантов друг друга.

### Австрийский вариант
Нормирование австрийского варианта произошло в 1951 году с появлением Австрийского словаря, хотя реальные различия между немецким в Германии и немецким в Австрии наметились ещё в XVIII веке и, видимо, развивались при Габсбургах. Впервые внимание на это обратил лингвист Иоганн Зигмунд Попович. После создания Австро-Венгрии тенденции к усилению языкового сепаратизма возросли, и их не смогли остановить проходившие дважды (в 1876 и в 1901) орфографические конференции. Несмотря на то, что Австрийская конституция в ст. 8 не указывает на права варианта, его реальное распространение достаточно широко.

### Швейцарский вариант
В отличие от австрийского варианта, швейцарский занимает ещё более сильные позиции, так как сфера его употребления значительно шире. Вариант используют как в разговорной речи, так и на письме (в частности, в СМИ, рекламе и управлении). Считается, что вариант развивался из швейцарского диалекта, который, в свою очередь, является одним из алеманнских диалектов. Свою роль в развитии варианта сыграли заимствования. Стоит также заметить, что (как и в случае с австрийским вариантом) статус швейцарского варианта не закреплён в ст. 70 Конституции.

### Бундесдойч
От австрийского и швейцарского вариантов отчётливо отличается вариант немецкого языка в Германии, называемый «бундесдойч». В обыденном смысле это название означает «федеральный немецкий», то есть немецкий язык ФРГ. До воссоединения Германии в 1990 году бундесдойч противопоставлялся также языку в ГДР, для которого были характерны собственные лексические особенности.

### Южнотирольский вариант
От бундесдойча, австрийского и швейцарского вариантов наглядно отличается то, что в этом варианте немецкого языка используется итальянские слова. Кратко, в этом варианте слова появляются от итальянского и немецого языка. Например, немецкое слово Personalausweis (Удостоверение личности), и итальянское слово Carta d'identità, получается слово Identitätskarte. 

## Диалекты

Немецкие диалекты континентальной Европы

В немецкой диалектологии нет единого подхода к определению отдельных вариантов как диалектов или иных разновидностей. В общем смысле под диалектом понимается разновидность, распространённая на определённой территории, используемая определённой группой людей и характеризующаяся исключительными лингвистическими особенностями. Однако такое определение не позволяет разграничить диалект от какой-либо другой разновидности.
Существенным критерием диалекта является его ограниченность изоглоссами, что отличает его от национального варианта, границы которого — территориально-политические. Диалект имеет собственное деление, независимо от страны распространения. При таком подходе становится очевидным, что один и тот же диалект может рассматриваться в рамках сразу двух национальных вариантов. Например, нижне- и верхнеалеманнский диалекты распространены на территории Швейцарии и Германии, однако в Швейцарии эти диалекты отнесены к швейцарскому диалекту (и косвенно — к швейцарскому варианту), а в Германии считаются «федеральными».
Существуют и иные сложности разграничения диалекта от других разновидностей, которые решаются научным консенсусом или традицией. Например, берлинский диалект, который можно рассматривать как смесь нескольких разговорных языков, нижненемецкого языка с восточносредненемецкими диалектами (и с большим влиянием последних), может быть рассмотрен как региолект (подобно рейнландскому), но традиционно именуется диалектом. Также один диалект может быть разбит на два идиома, причём один остаётся диалектом в своём обыденном понимании, а второй выделяется в контактный язык, креол или иную разновидность. Примерами таких диалектов могут служить пфальцский и пенсильванский, хунсрюкский немецкий и хунсрюкский в Бразилии, нижнепрусский и платский немецкий язык меннонитов России.

### Диалектные зоны немецкого языка
Структура немецких диалектов, описываемая ещё первыми диалектологами, вряд ли может быть справедлива на сегодняшний день. Диалектная обстановка постоянно меняется, одни диалекты ассимилируют другие, что провоцирует постоянные сдвиги на диалектологической карте (именно с началом составления атласов и отхода от исключительно анкетных методов эта идея возобладала в диалектологии).
Всё немецкоязычное пространство входит в западногерманский диалектный континуум, куда также входит и нидерландский язык. С последним немецкий язык имеет тесные исторические связи. На севере Германии, выше изоглоссы maken/machen, распространены нижненемецкие диалекты, которые включают нижнефранкские, нижнесаксонские и восточнонижненемецкие диалектные группы. Первые две встречаются как в Нидерландах, так и в Германии. Южнее линии maken/machen лежат верхненемецкие диалекты, претерпевшие второй перебой согласных. В их число входят южнонемецкие диалекты, включающие швабско-алеманнскую, баварскую и верхнефранкскую диалектные группы, а также средненемецкие диалекты, в числе которых гессенские, среднефранкские, тюрингские, силезские, лужицкие, берлинско-бранденбургские диалекты.

## Обиходно-разговорный язык
Обиходно-разговорный немецкий язык — достаточно сложное социолингвистическое явление, определение которого до сих пор является предметом ожесточённых споров языковедов и социолингвистов. В общем смысле обиходно-разговорный язык является чем-то средним между диалектами и литературным языком. А. И. Домашнев выделяет пять страт обиходно-разговорного языка: локальные разговорные формы; формы, близкие к диалектам; городские обиходно-разговорные языки; литературный обиходно-разговорный язык; диалекты. Наибольший интерес среди них представляют первые четыре, так как диалекты обладают большей самостоятельностью.